# Paraprosontes
Paraprosontes is een geslacht van hooiwagens uit de familie Gonyleptidae.
De wetenschappelijke naam Paraprosontes is voor het eerst geldig gepubliceerd door H. E. M. Soares & B. A. Soares in 1947. 

## Soorten
Paraprosontes is monotypisch en omvat slechts de volgende soort:
- Paraprosontes inermis